# Iulian Vladu (fotbalist)
Iulian Vladu (n. 2 februarie 1982, Caracal, jud. Olt) este un fotbalist român, care evoluează pe posturile de fundaș stânga și mijlocaș stânga la clubul din Liga a III-a, SCM Argeșul Pitești.